# Хараламби Луков
Хараламби Луков Луков е български военен деец, майор и деец на Върховния македоно-одрински комитет.

## Биография
Луков е роден в град Сливен на 11 октомври 1868 г. Завършва Военното на Негово Княжеско Височество училище в София и на 18 май 1889 е произведен в чин подпоручик, а на 2 август 1892 в чин поручик. Луков е сред първите български офицери, които се включват в дейността на създадения през 1894 г. Македонски комитет. През 1895 г. по време на Четническата акция на Македонския комитет поручик Луков е определен за войвода на чета, която трябва да действа в Малешевско. След няколко сражения с турски части четата на поручик Луков се изтегля през Горноджумайско към България. На 10 юли 1895 преминава в запаса.
През следващата 1896 г. поручик Луков и поручик Стойчо Гаруфалов организират чета, която навлиза в Одринско, за да проучи възможностите за започване на организирана революционна борба.
Поручик Луков поддържа контакти и с арменски революционери в Цариград, които снабдява с бомби и динамит.
От 24 март 1896 отново е в редиците на българската войска, но продължава да участва в дейността на Върховния комитет. През 1900 е произведен в чин капитан, а непосредствено след края на Междусъюзническата война (1913) е произведен в чин майор (28 юли 1913).
По време на военната си кариера Хараламби Луков служи в 11-и пехотен сливенски полк и 16-и пехотен ловчански полк.

## Военни звания
- Подпоручик (18 май 1889)
- Поручик (2 август 1892)
- Капитан (1900)
- Майор (28 юли 1913)